# Herb Sarajewa

Herb Sarajewa

Herb Sarajewa przedstawia w białej (srebrnej) tarczy herbowej otoczonej jasnozieloną bordiurą. W górnej części godła przedstawiono dwa zielone trójkąty (symbolizujące zarówno dachy, jak i okoliczne wzgórza), w środkowej - czarne mury miejskie z bramami (co symbolizuje samo miasto), w dolnej części barwy błękitnej schematycznie przedstawiono rzekę i dwa mosty, co odpowiada faktycznemu położeniu Sarajewa w dolinie rzeki Miljacka. Obecny wzór herbu przyjęto w 1998 roku.